# Liste de compositeurs anglais de l'époque baroque
Cet article est une liste de compositeurs anglais de l'époque baroque, classés par ordre alphabétique.

## Liste
- John Banister (en) (c. 1624/1630–1679)
- John Baston (fl. 1708–1739)
- John Blow (1649–1708)
- Thomas Brewer (en) (1611–c. 1660)
- Albertus Bryne (1621–1668)
- William Child (en) (1606–1697)
- Jeremiah Clarke (1674–1707)
- Thomas Clayton (1673–1725)
- Henry Cooke (1615–1672)
- William Corbett (en) (1680–1748)
- William Croft (1678–1727)
- Henry Eccles (en) (1670-1742)
- John Eccles (1668–1735)
- John Gamble (en)(fl. de 1641, meurt en 1687)
- Christopher Gibbons (en) (1615–1676)
- Maurice Greene (1696–1755)
- Georg Friedrich Haendel (1685–1759)
- Pelham Humfrey (1647–1674)
- John Jenkins (1592–1678)
- Richard Jones (fin du XVIIe siècle–1744)
- Nicholas Lanier (1588–1666)
- Henry Lawes (1595–1662)
- William Lawes (1602–1645)
- Matthew Locke (1621–1677)
- Thomas Mace (c. 1613–1709?)
- Richard Mico (en) (1590-1661)
- Andrew Parcham (XVIIe siècle-1730)
- Johann Christoph Pepusch (1667–1752)
- John Playford (1623–1686/7)
- Daniel Purcell (1664–1717)
- Henry Purcell (1659–1695)
- John Ravenscroft (c. 1665-1697)
- Thomas Roseingrave (1695–1765)
- John Sheeles (1688—1761)
- Christopher Simpson (c. 1602/1606–1669)
- Thomas Tudway (en) (mort en 1726)
- William Turner (en) (1651/2-1740)
- John Weldon (1676–1736)
- John Wilson (en) (c. 1665-1697)
- Michael Wise (en) (1648-1687)
- Robert Woodcock (en) (1690-1728)